# Rob Dyrdek
Robert Stanley Dyrdek, né le 28 juin 1974, est un skateur professionnel américain, acteur, entrepreneur, et présentateur de télévision.

## Carrière

### Télévision
Dyrdek commença sa carrière télévisuelle sur MTV avec l'émission Rob & Big (de novembre 2006 à avril 2008) avec son garde du corps et meilleur ami Christopher "Big Black" Boykin ainsi qu'avec son cousin Drama Pfaff. L'émission de télé réalité suit la vie de Dyrdek. Après trois saisons Boykin quitte la série pour se concentrer sur son rôle de père. En 2009, une nouvelle série est créée autour de Rob, Pfaff est du staff de son entreprise, intitulé Rob Dyrdek's Fantasy Factory est diffusé sur MTV depuis février 2009. L'émission se déroule dans un ancien entrepôt que Dyrdek utilise pour ses différentes expériences et aventures. L'entrepôt se compose d'un large spot extérieur pour faire du skate, le bureau personnel de Rob, un garage et parking appelé la « bat cave » ainsi que plusieurs playground de basket-ball. De plus Dyrdek a construit un studio d'enregistrement pour son cousin. Durant le premier épisode de l'émission, le maire de Los Angeles, Antonio Villaraigosa, monta avec Dyrdek sur le plus grand skateboard jamais construit.
Il anime depuis 2011 sa propre émission sur MTV, intitulée Ridiculousness (Ridiculous en vf).
Dyrdek est apparu dans les jeux vidéo Skate, Skate 2 avec Boykin, Skate3 et Skate It.
Dyrdek est apparu dans l'émission The Profit sur CNBC (Saison 3- épisode 19, Kota Longboard)

### Records du Monde
Dyrdek détient 21 records de skateboard dans le Livre Guinness des records, notamment établis durant son émission Rob & Big. Boykin établis aussi 2 records, celui du plus grand nombre de bananes mangé et du plus grand nombre de Donuts mangé durant une période de temps. Depuis que Dyrdek a établis ces 21 records, certains ont été dépassés. Rob Dyrdek's Fantasy Factory détient aussi le record du plus grand skateboard jamais construit.

### Skateboard / Sponsors et Marques
Dyrdek se fit avant tout connaître pour son talent de skateur, il devint pro à l'âge de 16 ans, parmi ses sponsors il compte, DC Shoes, Alien Workshop, Silver Trucks, Spy+ Optics, Reflex Bearing, et les boissons Monster Energy.  Il codétient aussi avec Travis Barker (batteur de Blink 182, The Transplants et fondateur de la marque Famous Stars and Straps) la marque Rogue Status.
Dyrdek dispose aussi d'une ligne de jouets le représentant ainsi que ses différents amis skateurs, il tient aussi une marque de lunettes de soleil, nommé Battle Eyewear et il est le fondateur de la marque de skateboard Street League.
Dyrdek se casse tous les doigts de sa main gauche ainsi que son nez en skatant.

### Vie personnelle
Ses parents sont Gene et Patty Dyrdek, il a une sœur Denise, son cousin Chris Drama Pfaff ainsi que son frère Scott Pfaff font partie de la nouvelle émission de Rob. Il a deux chiens appelé Meaty et Beefy. Dyrdek est né dans l'Ohio et vit désormais à Hollywood, en Californie,en 2015 il a épousé Bryiana Noelle Flores.

### Cinéma
En 2009, Dyrdek est apparu dans le film Street Dreams, jouant le rôle de Troy. Le film parle d'un jeune skateur Derrick Cabrera (Paul Rodriguez Jr.) qui poursuit son rêve de devenir pro. Le casting du film contient plusieurs skateurs professionnels connus tels que Terry Kennedy, Ryan Sheckler, Adam Wylie ou Ryan Dunn (un des membres de Jackass). Dyrdek s'est entièrement investi dans le film puisque c'est lui qui a coécrit le scénario et produit le film. Bien que Dyrdek ait massivement fait la pub pour le film dans son émission, le film ne fit qu'un bénéfice de 84 944 $.

## Filmographie
| Année     | Titre                          | Rôle                 | Notes                               |
| --------- | ------------------------------ | -------------------- | ----------------------------------- |
| 2005      | Gumball 3000 Eight Days in May | lui-même             | Documentaire                        |
| 2006-2008 | Rob & Big                      | lui-même             | série TV; 32 épisodes               |
| 2008      | Righteous Kill                 | Robert "Rambo" Brady |                                     |
| 2009      | Rob Dyrdek's Fantasy Factory   | lui-même             | série TV; 8 février – présent       |
| 2009      | Street Dreams                  | Troy                 | Producteur, co-scénariste et acteur |